# Suzuki Kei
La Suzuki Kei è un crossover SUV appartenente alla categoria delle kei car prodotta dalla casa automobilistica giapponese Suzuki dal 1998 al 2009.

## Descrizione
Il motore disposto all'anteriore in posizione traversale, era abbinato alla trazione anteriore o trazione integrale. La trasmissione era affidata a un manuale a 5 velocità e automatico a 3 o 4 velocità. Sotto il cofano c'era inizialmente il tre cilindri
F6A da 657 cc; in seguito venne montato il K6A da 658 cc.
Originariamente disponibile solo come nella versione a tre porte, la cinque porte arrivò nell'autunno del 1999.. L'auto ha ricevuto un leggero restyling alla fine del 2000 e in questa occasione fu tolta sal listino la tre porte. Un altro restyling ga interessato la vettura nel 2001, caratterizzato da un nuovo cruscotto e nuovi dettagli esterni. Dal 1999 al 2006 la Suzuki ha prodotto una versione rimarchiata, la Mazda Laputa.